# 5654 Терні
5654 Терні (5654 Terni) — астероїд головного поясу, відкритий 20 травня 1993 року.
Тіссеранів параметр щодо Юпітера — 3,288.